# ابن حميد الكندي
سالم بن محمد بن سالم بن حميد الكندي (1217 - 1316 هـ) مؤرخ وكاتب حضرمي من أعلام مدينة تريس. برز في المجتمع العام بأنه مؤرخ حضرموت السياسي في العصر الحديث حيث ألّف كتابه «العدّة المفيدة الجامعة لتواريخ قديمة وحديثة» تتبع فيه أحداث حضرموت صغيرها وكبيرها مع إيراد وذكر بعض الأحداث الكبرى في القسم الشمالي من اليمن.

## مولده ونشأته
ولد بمدينة تريس في حضرموت سنة 1217 هـ. وشغل سنوات علمه الأولى في المنحنى العلمي والمدار الصوفي بمدينة تريس وغيرها، فمن مشايخه حسن بن علي الجفري وعلوي بن سقاف الجفري اللذين أثنى عليهما كثيرا في كتابه. وكان مهندسا مبدعا في الشؤون المساحية وخبير في مسح البقاع وتثمينها وتقويم النخيل وثمارها، وكثير ما يستعين القضاة بخبرته في قسمة التركات وغيرها.

## مؤلفاته
له تاريخ في أخبار حضرموت وقبائلها وملوكها وحوادثها أسماه «العدّة المفيدة الجامعة لتواريخ قديمة وحديثة» أرخ فيه لحضرموت وغطى حوادث فترة النصف الثاني من القرن الثالث عشر الهجري تغطية تامة لا نجدها إلا عنده، وهي مرحلة هامة من مراحل تاريخ حضرموت السياسي إذ لولاه لفات الناس كثير من العلم بحوادث الثورة الكبرى على اليافعيين عام 1265 هـ، وانتهى فيه إلى عام 1308 هـ.

## وفاته
توفي سنة 1316 هـ وقبره بمدينة تريس حيث مدافن أهله معروف.

### استشهادات
1. ↑  الزركلي، خير الدين (2002). الأعلام. بيروت، لبنان: دار العلم للملايين. ج. الجزء الثالث. ص. 73.
2. ↑  السقاف، عبد الله بن محمد (1357 هـ). تاريخ الشعراء الحضرميين. الإسكندرية، مصر: مطبعة الرشديات. ج. الجزء الثالث. ص. 69. {{استشهاد بكتاب}}: تحقق من التاريخ في: |تاريخ= (مساعدة)